# I Wanna Be Free
| Recensione | Giudizio |
| ---------- | -------- |
| AllMusic   | [ 1 ]    |

I Wanna Be Free è un album discografico della cantante country statunitense Loretta Lynn, pubblicato dalla casa discografica Decca Records nel maggio del 1971.

## Tracce

### LP
Lato A
1. I Wanna Be Free – 2:16 (Loretta Lynn) – Registrato il 25 novembre 1970 al Bradley's Barn di Mount Juliet, Tennessee
2. Help Me Make It Through the Night – 2:28 (Kris Kristofferson) – Registrato il 29 marzo 1971 al Bradley's Barn di Mount Juliet, Tennessee
3. See That Mountain – 2:35 (Connie Moore) – Registrato il 29 marzo 1971 al Bradley's Barn di Mount Juliet, Tennessee
4. When You Leave My World – 2:59 (Sharon Higgins) – Registrato il 14 luglio 1970 al Bradley's Barn di Mount Juliet, Tennessee
5. Put Your Hand in the Hand – 2:27 (Gene McLellan) – Registrato il 29 marzo 1971 al Bradley's Barn di Mount Juliet, Tennessee
6. If I Never Love Again (It'll Be Too Soon) – 2:30 (Loretta Lynn, Teddy Wilburn) – Registrato il 9 aprile 1970 al Bradley's Barn di Mount Juliet, Tennessee

Lato B
1. Me and Bobby McGee – 2:38 (Kris Kristofferson, Fred Foster) – Registrato il 29 marzo 1971 al Bradley's Barn di Mount Juliet, Tennessee
2. When You're Poor – 2:10 (Tracy Lee) – Registrato il 30 marzo 1971 al Bradley's Barn di Mount Juliet, Tennessee
3. Rose Garden – 2:26 (Joe South) – Registrato il 30 marzo 1971 al Bradley's Barn di Mount Juliet, Tennessee
4. Drive You Out of My Mind – 2:41 (Loretta Lynn, Lorene Allen) – Registrato il 2 ottobre 1969 al Bradley's Barn di Mount Juliet, Tennessee
5. I'm One Man's Woman – 2:41 (Loretta Lynn, Peggy Sue Wells) – Registrato il 14 maggio 1969 al Bradley's Barn di Mount Juliet, Tennessee[3]

## Musicisti
I Wanna Be Free
- Loretta Lynn - voce
- Ray Edenton - chitarra acustica
- Dale Sellars - chitarra
- Hal Rugg - chitarra steel
- Hargus Robbins - pianoforte
- Harold Bradley - basso elettrico
- Junior Huskey - contrabbasso
- Buddy Harman - batteria
- The Jordanaires (gruppo vocale) - accompagnamento vocale, cori
- Owen Bradley - produttore

Help Me Make It Through the Night / See That Mountain / Put Your Hand in the Hand / Me and Bobby McGee
- Loretta Lynn - voce
- Altri musicisti non accreditati
- Owen Bradley - produttore

When You Leave My World
- Loretta Lynn - voce
- Pete Wade - chitarra
- Ray Edenton - chitarra
- Hal Rugg - chitarra steel, dobro
- Hargus Robbins - pianoforte
- Harold Bradley - basso elettrico
- Junior Huskey - contrabbasso
- Buddy Harman - batteria
- The Jordanaires (gruppo vocale) - accompagnamento vocale, cori
- Owen Bradley - produttore

If I Never Love Again (It'll Be Too Soon)
- Loretta Lynn - voce
- Grady Martin - chitarra
- Ray Edenton - chitarra
- Hal Rugg - chitarra steel
- Hargus Robbins - pianoforte
- Harold Bradley - produttore

When You're Poor / Rose Garden
- Loretta Lynn - voce
- Altri musicisti non accreditati
- Owen Bradley - produttore

Drive You Out of My Mind
- Loretta Lynn - voce
- Grady Martin - chitarra elettrica solista
- Ray Edenton - chitarra acustica
- Hal Rugg - chitarra steel
- Hargus Robbins - pianoforte
- Harold Bradley - basso elettrico
- Bob Moore - contrabbasso
- Buddy Harman - batteria
- The Jordanaires (gruppo vocale) - cori, accompagnamento vocale
- Owen Bradley - produttore

I'm One Man's Woman
- Loretta Lynn - voce
- Grady Martin - chitarra
- Ray Edenton - chitarra
- Pete Wade - chitarra
- Hal Rugg - chitarra steel
- Hargus Robbins - pianoforte
- Junior Huskey - contrabbasso
- Buddy Harman - batteria
- Owen Bradley - produttore[3]

Note aggiuntive
- Teddy Wilburn - note retrocopertina album originale[4]

## Classifica
Album
| Anno | Classifica         | Posizione raggiunta |
| ---- | ------------------ | ------------------- |
| 1971 | Billboard 200      | 110                 |
| 1971 | Top Country Albums | 5                   |

Singoli
| Anno | Titolo del brano | Classifica        | Posizione raggiunta |
| ---- | ---------------- | ----------------- | ------------------- |
| 1971 | I Wanna Be Free  | Billboard Hot 100 | 94                  |
| 1971 | I Wanna Be Free  | Hot Country Songs | 3                   |